# Кудашкин, Иван Степанович
Иван Степанович Кудашкин (1922—1944) — лейтенант Рабоче-Крестьянской Красной Армии, участник Великой Отечественной войны, Герой Советского Союза (1991).

## Биография
Иван Кудашкин родился 14 июля 1922 года в селе Подлесная Тавла (ныне — Кочкуровский район Мордовии). Окончил Саранское педагогическое училище и аэроклуб. В 1940 году Кудашкин был призван на службу в Рабоче-Крестьянскую Красную Армию. В 1942 году он окончил Энгельсскую военную авиационную школу пилотов. С декабря того же года — на фронтах Великой Отечественной войны.
К 1944 году гвардии лейтенант Иван Кудашкин командовал звеном 36-го гвардейского бомбардировочного авиаполка 202-й бомбардировочной авиадивизии 4-го бомбардировочного авиакорпуса 2-й воздушной армии 1-го Украинского фронта. К концу января 1944 года он совершил 60 боевых вылетов на бомбардировку важных объектов в глубоком тылу противника. 
25 марта 1944 года под Хотином экипаж Кудашкина разбомбил вражескую колонну, нанеся противнику большие потери. 
31 марта 1944 года, 36-й гвардейский бомбардировочный полк получил новую задачу. Надо было разрушить мост через Днестр в районе Ляшевице на территории Хмельницкой области Украинской ССР и нарушить переправу вражеских войск. Лейтенанту И.С. Кудашкину и его боевым друзьям поручили уничтожить переправу. Бомбардировщик приблизился к Ляшевице на высоте 50-100 метров и только у самой цели сделал горку, выйдя на минимально допустимую высоту бомбометания. Вокруг рвались снаряды, но И.С. Кудашкин не свернул с боевого курса. Бомбы уже отделились от самолёта, когда вражеский снаряд угодил в бензобак. Горящий самолёт вошёл в последнее пикирование и врезался в скопление вражеских войск и техники неподалеку от переправы, в 7-ми км северо-восточнее Ляшевице. Похоронен в братской могиле в селе Гавриловцы Каменец-Подольского района Хмельницкой области ( Украина ).
Указом Президента СССР от 26 июня 1991 года за «мужество и воинскую доблесть, проявленные в годы Великой Отечественной войны» гвардии лейтенант Иван Кудашкин посмертно был удостоен высокого звания Героя Советского Союза. Его родственникам были вручены орден Ленина и медаль «Золотая Звезда» за номером 11656. Также был награждён орденами Красного Знамени и Красной Звезды, рядом медалей.